# Elasmoscelis garambaensis
Elasmoscelis garambaensis är en insektsart som beskrevs av Synave 1962. Elasmoscelis garambaensis ingår i släktet Elasmoscelis och familjen Lophopidae. Inga underarter finns listade i Catalogue of Life.